# چسبندگی (پزشکی)
چسبندگی (انگلیسی: Adhesion) نوارهایی از الیاف‌ هستند که بین دو بافت یا اندام به وجود می‌آیند، اغلب موارد حاصل زخم‌های در حین عمل جراحی است. ممکن است چسبندگی به عنوان نوعی اسکار درونی در نظر گرفته شود که دو عضو که معمولاً به هم متّصل نیستند را به هم وصل کنند.